# Джустиниани, Лаврентий
Лаврентий Джустиниани (итал. Lorenzo Giustiniani; 1 июля 1381[…], Венеция — 8 января 1456[…], Венеция) — итальянский католический святой, первый патриарх Венеции (1451—1456).

## Биография
Родился в знаменитой семье венецианских патрициев Джустиниани. С юношеских лет отличался благочестием и набожностью, в 19-летнем возрасте вступил в общину (вскоре преобразованную в монашескую конгрегацию) регулярных каноников, располагавшуюся на острове Сан-Джорджо-ин-Альга в Венецианском архипелаге. Несколько раз занимал должность настоятеля общины.
12 мая 1433 года папа Евгений IV назначил Джустиниани епископом Кастелло (район Венеции). Епископская хиротония состоялась 5 сентября 1433 года. На посту епископа проявлял благочестие, при нём было открыто много новых приходов в Венеции, восстановлена дисциплина в монастырях. Большое внимание уделял делам милосердия, тратя почти всё своё епископское содержание на нуждающихся, а сам живя в простоте и бедности
8 октября 1451 года вслед за смертью последнего патриарха Градо Доменико Микеля папа Николай V своей буллой «Regis aeterni» упразднил патриархат Градо, бывший наследником Аквилейского патриархата. Титул и полномочия патриарха согласно этой булле переходили к епископу Кастелло, который с этого момента должен был именоваться патриарх Венеции. Этот шаг, однако, был воспринят далеко не однозначно, венецианский сенат противился папскому решению, опасаясь усиления влияния церковной власти в ущерб светским властям Венецианской Республики.
Лаврентий Джустиниани, автоматически ставший после папской буллы первым патриархом Венеции, выступил с речью перед сенатом, в которой заявил, что хотел бы оставить высокий пост, которого недостоин. Скромность нового патриарха произвела впечатление на сенат, который сам попросил Джустиниани принять должность.
На посту патриарха укрепил свою репутацию доброго и благочестивого человека, многие считали его святым при жизни, а жития, составленные вскоре после его смерти в 1456 году, повествуют о многочисленных совершённых им чудесах.

## Работы
Перу Лаврентия Джустиниани принадлежит 15 богословских трудов и собраний проповедей. Большое внимание в богословии Джустиниани уделяется теме «вечной мудрости», согласно мысли автора, подлинным апостолом Христа может быть только человек, достигший союза с этой мудростью и через неё пришедший к истине.

## Прославление
Лаврентий Джустиниани был беатифицирован папой Климентом VII в 1524 году и канонизирован папой Александром VIII в 1690 году.
Литургическая память — 8 января.